# ダラス・スティール
ダラス・スティール (Dallas Steele、本名＝ジム・ウォーカー、Jim Walker、1971年11月7日 －）はアメリカ合衆国のゲイポルノ男優、元テレビキャスター。

## 経歴
テレビのニュースキャスターとしてFOX系列のKBTVやNBC系列のWBBHなどで働く、KTVT在籍中には2度エミー賞にノミネートされた。
23年間ニュースキャスターとして勤めたが、南西フロリダ時代の上司から市場調査の結果、地元民からの好感度が低いと告げられたことをきっかけに退職。
パートナーの死などを経験した後、友人の勧めがきっかけとなりポルノ男優に転身。芸名を「ダラス・スティール」と名付け、主にタイタン・メディアの作品で人気を獲得した後、Kink.comなど他の会社の作品への出演も積極的に増やした。

## 受賞
| 年   | 賞                  | 結果 | 部門                | 作品 | 脚注  |
| ---- | ------------------- | ---- | ------------------- | ---- | ----- |
| 2021 | Raven's Eden Awards | 受賞 | 最優秀男優賞 (Vers) |      | [ 5 ] |